# Regressione Fama-MacBeth
Nelle applicazioni empiriche dell'economia finanziaria, una regressione Fama-MacBeth è un metodo di stima applicato a un panel di dati. Ipotizzando un panel di {\displaystyle T} anni (o giorni, settimane, mesi: in generale, periodi), ove per ogni anno {\displaystyle t=1,\ldots ,T} si hanno {\displaystyle N_{t}} osservazioni sezionali, la procedura di Fama-MacBeth parte dalla stima di {\displaystyle T} regressioni su dati sezionali:
{\displaystyle \ y_{it}=\alpha _{t}+\beta _{t}'x_{it},\quad i=1,\ldots ,N_{t},\ t=1,\ldots ,T}
Si ottiene così una serie di {\displaystyle T} stime dei coefficienti {\displaystyle {\hat {\alpha }}_{t}}, {\displaystyle {\hat {\beta }}_{t}}; la stima di Fama-MacBeth dei parametri {\displaystyle {\hat {\alpha }}} e {\displaystyle {\hat {\beta }}} è data da una media delle {\displaystyle T} stime:
{\displaystyle {\hat {\alpha }}={\frac {1}{T}}\sum _{t=1}^{T}{\hat {\alpha }}_{t}}
{\displaystyle {\hat {\beta }}={\frac {1}{T}}\sum _{t=1}^{T}{\hat {\beta }}_{t}}
Il metodo di Fama-MacBeth rappresenta un metodo immediato di stima di modelli di regressione su dati panel, ed è particolarmente indicato in presenza di correlazione seriale nelle variabili {\displaystyle y_{it}}, {\displaystyle x_{it}} (in quanto ne elimina gli effetti sulle stime — v. regressione spuria — per costruzione).
La procedura prende il nome da Eugene Fama e James MacBeth, che per primi la applicarono in un noto lavoro apparso nel 1973 sul Journal of Political Economy.

## Descrizione del metodo e inferenza
Come illustrato sopra, le stime dei parametri di un modello di regressione lineare:
{\displaystyle \ y_{it}=\alpha _{t}+\beta _{t}'x_{it},\quad i=1,\ldots ,N_{t},\ t=1,\ldots ,T}
sono ottenute, tramite il metodo di Fama e MacBeth, come:
{\displaystyle {\hat {\alpha }}={\frac {1}{T}}\sum _{t=1}^{T}{\hat {\alpha }}_{t}}
{\displaystyle {\hat {\beta }}={\frac {1}{T}}\sum _{t=1}^{T}{\hat {\beta }}_{t}}
dove {\displaystyle {\hat {\alpha }}_{t}}, {\displaystyle {\hat {\beta }}_{t}} sono le stime dei parametri {\displaystyle \alpha } e {\displaystyle \beta } per lo stesso modello, stimato su dati relativi a un singolo anno (o periodo di tempo in cui è suddiviso il panel di dati).
Le statistiche t di Student per il test dell'ipotesi nulla che un coefficiente del modello sia uguale a zero sono date da:
{\displaystyle {\hat {t}}_{k}={\frac {{\hat {\beta }}^{(k)}}{\sqrt {{\frac {1}{T(T-1)}}\sum _{t=1}^{T}\left({\hat {\beta }}_{t}^{(k)}-{\hat {\beta }}^{(k)}\right)^{2}}}}}
dove {\displaystyle {\hat {\beta }}^{(k)}} denota la componente {\displaystyle k}-esima del vettore di stime {\displaystyle {\hat {\beta }}}.

## Proprietà asintotiche
Riscrivendo il modello della sezione precedente in notazione matriciale:
{\displaystyle y_{t}=X_{t}\beta +\varepsilon _{t},\quad t=1,\ldots ,T}
lo stimatore di Fama-MacBeth per il vettore di parametri {\displaystyle \beta } è dato da:
{\displaystyle {\hat {\beta }}={\frac {1}{T}}\sum _{t}(X_{t}'X_{t})^{-1}X_{t}'y_{t}=\beta +{\frac {1}{T}}\sum _{t}(X_{t}'X_{t})^{-1}X_{t}'\varepsilon _{t}=\beta +{\frac {1}{T}}\sum _{t}\left({\frac {X_{t}'X_{t}}{N_{t}}}\right)^{-1}{\frac {X_{t}'\varepsilon _{t}}{N_{t}}}}
Seguendo l'approccio standard dei testi di econometria (cfr. ad es. Greene (2003)), si ipotizzi:
- {\displaystyle \mathrm {plim} _{N_{t}\rightarrow \infty }{\frac {1}{N_{t}}}X_{t}'X_{t}=Q_{t}\ \forall \ t}, e {\displaystyle \exists \ Q_{t}^{-1}\ \forall \ t};
- {\displaystyle \mathrm {plim} _{N_{t}\rightarrow \infty }{\frac {1}{N_{t}}}X_{t}'\varepsilon _{t}=\mathbf {0} \ \forall \ t}.

dove {\displaystyle \mathrm {plim} } denota la convergenza in probabilità. Si ha dunque:
{\displaystyle \mathrm {plim} _{N_{t}\rightarrow \infty \ \forall \ t}{\hat {\beta }}=\beta +{\frac {1}{T}}\sum _{t}Q_{t}^{-1}\mathrm {plim} _{N_{t}\rightarrow \infty }{\frac {X_{t}'\varepsilon _{t}}{N_{t}}}=\beta }
Lo stimatore di Fama-MacBeth gode dunque della proprietà di consistenza.
Sotto una serie di condizioni standard (si veda ancora Greene (2003)), è possibile applicare il teorema del limite centrale agli stimatori OLS {\displaystyle {\hat {\beta }}_{t}}:
{\displaystyle {\sqrt {N_{t}}}\left({\hat {\beta }}_{t}-\beta \right)\ {\stackrel {d}{\rightarrow }}\ z\sim {\mathcal {N}}\left(\mathbf {0} ,\sigma ^{2}Q_{t}^{-1}\right)}
dove {\displaystyle \sigma ^{2}=\mathrm {plim} _{N_{t}\rightarrow \infty }{\frac {1}{N_{t}}}\varepsilon _{t}'\varepsilon _{t}} e {\displaystyle {\stackrel {d}{\rightarrow }}} denota la convergenza in distribuzione. Ma allora lo stimatore di Fama-MacBeth è una media aritmetica di vettori casuali aventi distribuzione normale, ed è, di conseguenza, anch'esso normalmente distribuito. Ipotizzando che {\displaystyle \mathrm {plim} _{N_{t}\rightarrow \infty }{\frac {1}{N_{t}}}\varepsilon _{t}\varepsilon _{\tau }'=\mathbf {0} \ \forall \ \tau \neq t} (assenza di correlazione seriale), in particolare, si avrà:
{\displaystyle {\hat {\beta }}\ {\stackrel {d}{\rightarrow }}\ {\mathcal {N}}\left(\beta ,{\frac {\sigma ^{2}}{T}}\sum _{t}Q_{t}^{-1}\right)}
nel limite per {\displaystyle N_{t}\rightarrow \infty \ \forall \ t}.
È sulla base dell'espressione sopra che risulta legittimo ricorrere a statistiche {\displaystyle t} di Student come quelle descritte nella Sezione precedente.

### Correlazione seriale
In presenza di correlazione seriale dei termini di errore {\displaystyle \{\varepsilon _{t}\}_{t}}, la matrice varianza-covarianza dello stimatore di Fama-MacBeth deve essere modificata. La particolare forma della matrice varianza-covarianza dipenderà dalla forma di correlazione seriale ipotizzata; Cochrane (2003, cap. 12) propone un adattamento delle varianze dei coefficienti basato sull'ipotesi che i termini di errore seguano, per ogni impresa, un processo autoregressivo di primo ordine (AR(1)):
{\displaystyle \varepsilon _{it}=\rho \varepsilon _{it-1}+u_{it},\ u_{it}\sim \ iid\ {\mathcal {N}}(0,\sigma _{u}^{2})}
Sotto l'ipotesi sopra, si ha:
{\displaystyle \sum _{j=-\infty }^{\infty }\mathrm {E} [\varepsilon _{it}\varepsilon _{it-j}]=\sigma ^{2}\sum _{j=-\infty }^{\infty }\rho ^{|j|}=\sigma ^{2}{\frac {1+\rho }{1-\rho }}}
Ma allora:
{\displaystyle \mathrm {E} \left[\left({\hat {\beta }}_{t}-\beta \right)\left({\hat {\beta }}_{\tau }-\beta \right)'\right]=(X_{t}'X_{t})^{-1}X_{t}'\mathrm {E} (\varepsilon _{t}\varepsilon _{\tau }')X_{\tau }'(X_{\tau }'X_{\tau })^{-1}\propto \sigma ^{2}{\frac {1+\rho }{1-\rho }}}
In altre parole: la varianza di ciascun coefficiente del modello stimato deve essere moltiplicata per il fattore {\displaystyle {\frac {1+\rho }{1-\rho }}} al fine di tenere conto dell'autocorrelazione dei termini di errore. Dunque si dovrebbe procedere come segue: (i) stimare il modello secondo la procedura di Fama-MacBeth; (ii) stimare le varianze dei coefficienti; (iii) ottenere una stima di {\displaystyle \rho }, dalla serie dei coefficienti; (iv) moltiplicare le varianze dei coefficienti ottenute in (ii) per {\displaystyle {\frac {1+\rho }{1-\rho }}}; (v) calcolare le statistiche {\displaystyle t} sulla base delle varianze così moltiplicate.
L'approccio appena descritto gode di una qualche popolarità nella pratica recente. Petersen (2004) tuttavia lo critica, mostrando come sotto ipotesi generali sulla forma di correlazione che caratterizza il panel di dati oggetto di analisi la procedura di Cochrane (2003) spesso conduca a ritenere statisticamente significativi coefficienti che di fatto non lo sono.

## Applicazioni e variazioni
Il metodo di Fama e MacBeth è ampiamente utilizzato nelle applicazioni empiriche dell'economia finanziaria; secondo Petersen (2004), è più spesso impiegato nell'ambito dell'asset pricing, ma non mancano lavori che ne fanno uso in contesti di finanza aziendale.
Diversi lavori hanno inoltre applicato il metodo di Fama-MacBeth a modelli econometrici diversi dal modello lineare illustrato sopra. Fama e French (2001) adattano il metodo a un modello logit; Gompers et al. (2003) lo applicano a regressioni di Poisson e regressioni robuste.

### Contributi storici
- Fama, Eugene F. e James D. MacBeth, 1973, "Risk, Return and Equilibrium: Empirical Tests", Journal of Political Economy 81 (3), 607-636.

### Altri lavori che impiegano il metodo di Fama-MacBeth
- Gompers, Paul A., Joy L. Ishii e Andrew Metrick, 2003, "Corporate Governance and Equity Prices", Quarterly Journal of Economics 118(1), 107-155.
- Fama, Eugene F. e Kenneth R. French, 2001, "Disappearing Dividends: Changing Firm Characteristics or Lower Propensity to Pay?", Journal of Financial Economics 60 (1), 3-43.

### Manualistica e rassegne della letteratura
- (EN)  Cochrane, John, 2004, Asset Pricing - Revised Edition, Princeton University Press; descrive nel dettaglio la procedura di Fama-MacBeth nel capitolo 12.
- (EN)  Greene, William H., 2003, Econometric Analysis, Prentice Hall International; tratta a un livello accessibile la teoria asintotica delle stime OLS.
- Petersen, Mitchell A., 2008, "Estimating Standard Errors in Finance Panel Data Sets: Comparing Approaches", Center for the Study of Industrial Organization — Northwestern University, Working Paper 0055; discute i pro e contro di un approccio di stima basato su regressioni di Fama-MacBeth, rispetto alla stima tramite modelli per dati panel (effetti fissi ed effetti casuali).